# Бухдорф
Бухдорф (нем. Buchdorf) — община в Германии, в земле Бавария. 
Подчиняется административному округу Швабия. Входит в состав района Донау-Рис.  Население составляет 1627 человек (на 31 декабря 2010 года). Занимает площадь 16,80 км².